# Piso de caquinhos

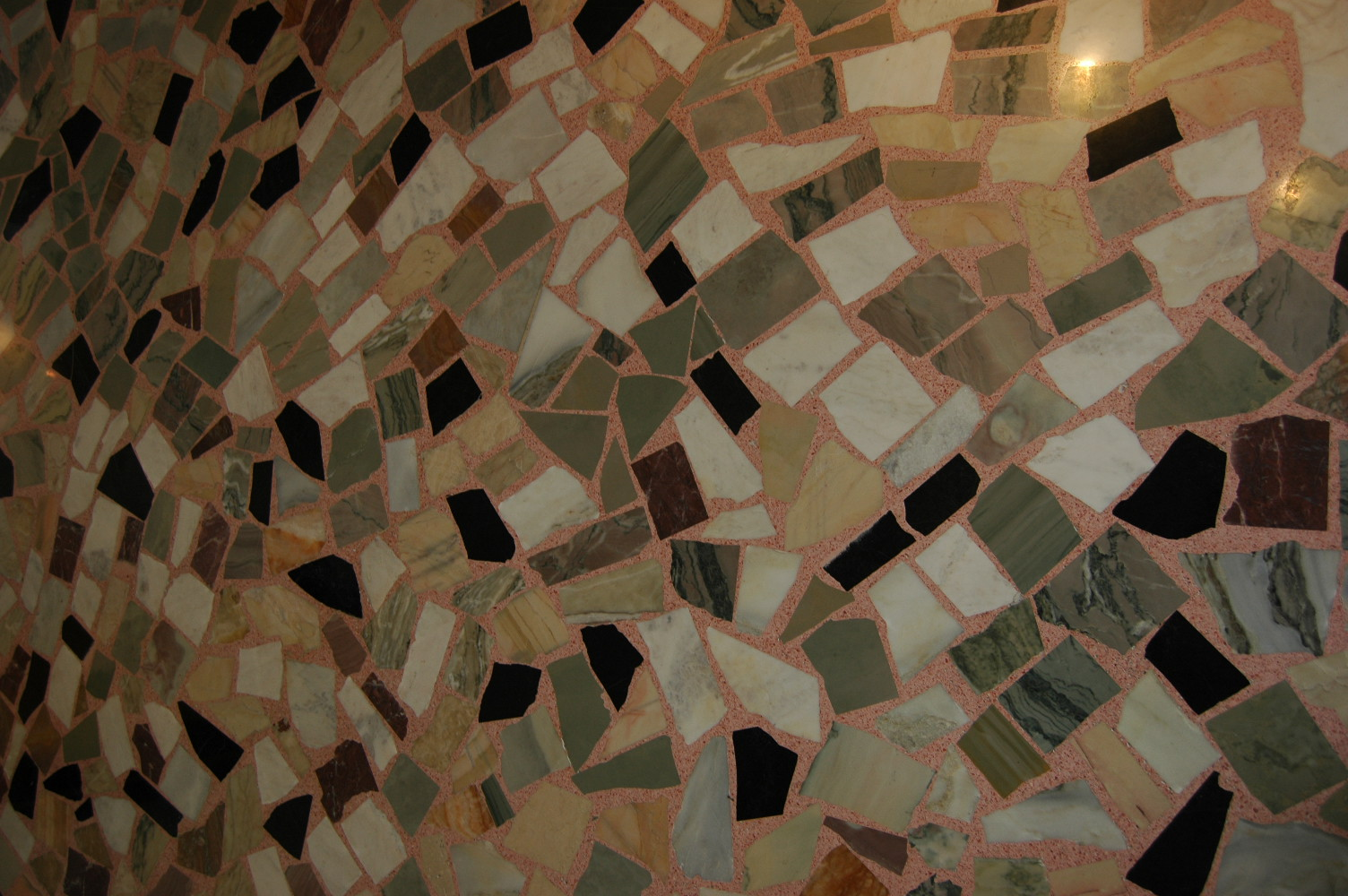
Piso de caquinhos no Edifício Planalto, na cidade brasileira de São Paulo.

O piso de caquinhos é uma técnica de revestimento feito com os restos reaproveitados de cerâmica onde os cacos são organizados de maneira a formar um mosaico.

## História
A técnica foi criada entre as décadas de 40 e 50 na cidade de São Paulo pelos funcionários das indústrias cerâmicas. A ideia surgiu quando os operários pegaram o refugo de cerâmica que seria descartado para usar como pavimentação em suas casas. Com o tempo, os caquinhos se tornaram uma opção econômica para a classe média fazendo a demanda pelos cacos aumentar tornando o produto com valor comercial.
O piso de caquinhos perdeu sua fama na década de 60 por causa da popularização da moradia em prédios deixando de ser uma opção valorizada para construção.